# يوحنا أندرسن
يوحنا أندرسن (بالدنماركية: Knud Andersen)‏ (و. 1890 – 1980 م) هو شاعر دنماركي، توفي عن عمر يناهز 90 عاماً.